# Lluís Gallach i Vila
Lluís Gallach i Vila   (Santa Cecília de Voltregà, 24 d'octubre de 1963) és un ex-pilot de trial català, campió d'Espanya de l'especialitat els anys 1984 i 1985 amb la motocicleta catalana Merlin. El 1987 va guanyar la prova puntuable per al campionat del món disputada a Sant Llorenç de Morunys, Solsonès.
Durant la seva carrera esportiva va ser pilot oficial de les marques Montesa, Merlin, Mecatecno, Gas Gas i Alfer entre els anys 1982 i 1992. Va pilotar també l'Aprilia el 1993. Cap al 2007 formà part de l'equip oficial de Sherco com a mecànic i "motxiller" d'Albert Cabestany.

## Palmarès
| Any          | Motocicleta  | C. del Món | TDN | C. d'Espanya |
| ------------ | ------------ | ---------- | --- | ------------ |
| 1981         | Montesa      | -          | -   | 1r Sènior    |
| 1982         | Montesa      | -          | -   | 3r           |
| 1983         | Montesa      | 9è         | -   | 2n           |
| 1984         | Merlin       | 7è         | 2n  | 1r           |
| 1985         | Merlin       | 7è         | 2n  | 1r           |
| 1986         | Montesa      | 17è        | 3r  | 4t           |
| 1987         | Mecatecno    | 13è        | 3r  | 2n           |
| 1988         | Mecatecno    | 14è        | 3r  | 2n           |
| 1989         | Mecatecno    | 18è        | -   | 5è           |
| 1990         | Gas Gas      | 18è        | -   | 3r           |
| 1991         | Alfer        | 17è        | -   | 4t           |
| 1992         | Alfer        | -          | -   | 5è           |
| 1993         | Aprilia      | -          | -   | 7è           |
| 1994         | Gas Gas      | -          | -   | 12è          |
| Total títols | Total títols | 0          | 0   | 3            |

Notes
1. ↑  La classificació consignada a TDN fa referència a la posició final obtinguda per l'equip estatal
2. ↑  Al total de títols s'hi compten tots els campionats estatals guanyats